# Inriville
Inriville é um município da província de Córdova, na Argentina.